# Krausoinstitucionalismo
El krausoinstitucionalismo fue una corriente krausista del liberalismo social que a primeros del siglo XX adquirió cierta importancia en España. Se plasmó en la Institución Libre de Enseñanza surgida cuando los profesores krausistas fueron expulsados de la Universidad. Estuvo muy presente en las universidades de Madrid y Oviedo y su principal figura fue Gumersindo de Azcárate con una importante actividad en la Universidad de Madrid, en el Ateneo de Madrid y en la Real Academia de Ciencias Morales y Políticas.

## Principios del krausoinstitucionalismo
Hay un importante peso del elemento ético en el pensamiento krausoinstitucionalista. La economía está subordinada a la moral, de tal manera que la economía política, la ciencia, la moral y la religión deben llevar el mismo fin. La religión debe contribuir a la solución del problema social, pero no sola.
La constitución atomista individualista ha de ser substituida por el impulso libre social amparado por el Estado. La función del Estado sólo debería entrar en juego cuando fallasen las organizaciones sociales tomando una serie de medidas.

## La aportación krausoinstitucionalista de José Canalejas desde el Partido Liberal
José Canalejas defendió un intervencionismo del Estado en asuntos sociales, lo cual le lleva a no rechazar el término "socialismo", al cual debería acogerse, según Canalejas, el Partido Liberal. Se declaró reformista con la renuncia del liberalismo clásico y la aceptación de un nuevo socialismo. Es partidario del reconocimiento sindical, de la negociación colectiva y del Derecho de huelga y propugnará un Derecho laboral centrado en el control de trabajo y el desarrollo de una serie de seguros obreros.

## Teóricos del krausoinstitucionalismo
- Gumersindo de Azcárate
- Francisco Giner de los Ríos
- José Canalejas